# Oplometa
Oplometa is een geslacht van vlinders van de familie spinners (Lasiocampidae).

## Soorten
- O. cassandra (Druce, 1887)
- O. cornuta Aurivillius, 1894